# Fußball-Landesklasse Brandenburg 1946/47
Die Fußball-Landesklasse Brandenburg 1946/47 war die erste Austragung der Fußball-Landesklasse Brandenburg. Bereits ab 1945 kam es zu einzelnen Meisterschaften auf kommunaler Ebene, die Austragung einer Zonenmeisterschaft wurde jedoch untersagt. Ab 1946 erfolgten die Austragungen von Landesmeisterschaften auf Bundeslandebene. Die diesjährige Landesmeisterschaft wurde zuerst in vier regionalen Gruppen im Rundenturnier mit jeweils vier Teilnehmern ausgespielt, welche sich durch regionale Vorrunden für die Teilnahme qualifizierten. Die zwei besten Mannschaften jeder Gruppe qualifizierten sich für die K.-o.-Runde. Erster brandenburgischer Landesmeister wurde die SG Cottbus Ost, welche im Finale am 13. Juli 1947 die SG Forst-Mitte mit 3:2 schlagen konnte. Eine Fußballmeisterschaft über die komplette SBZ wurde noch nicht ausgetragen.

## Gruppenphase

### Gruppe 1
| Pl. | Verein              |
| --- | ------------------- |
| 1.  | SG Luckenwalde-Süd  |
| 2.  | SG Brandenburg-West |
| 3.  | SG Havelberg        |
| 4.  | SG Rathenow         |

### Gruppe 2
| Pl. | Verein                 |
| --- | ---------------------- |
| 1.  | SG Polizei Brandenburg |
| 2.  | SG Neuruppin           |
| 3.  | SG Luckenwalde-West    |
| 4.  | SG Jüterbog-West       |

### Gruppe 3
| Pl. | Verein              |
| --- | ------------------- |
| 1.  | SG Babelsberg       |
| 2.  | SG Rüdersdorf       |
| 3.  | SG Finow            |
| 4.  | SG Frankfurt (Oder) |

### Gruppe 4
| Pl. | Verein         |
| --- | -------------- |
| 1.  | SG Cottbus-Ost |
| 2.  | SG Forst-Mitte |
| 3.  | SG Ströbitz    |
| 4.  | SG Welzow      |

## K.-o.-Phase

### Viertelfinale
| Datum         |                | Ergebnis  |                        |
| ------------- | -------------- | --------- | ---------------------- |
| 15. Juni 1947 | SG Rüdersdorf  | 02:10     | SG Luckenwalde-Süd     |
| 15. Juni 1947 | SG Cottbus-Ost | 4:2       | SG Polizei Brandenburg |
| 15. Juni 1947 | SG Neuruppin   | 4:0       | SG Brandenburg-West    |
| 15. Juni 1947 | SG Forst-Mitte | 3:2 n. V. | SG Babelsberg          |

### Halbfinale
| Datum         |                    | Ergebnis |                |
| ------------- | ------------------ | -------- | -------------- |
| 29. Juni 1947 | SG Luckenwalde-Süd | 0:4      | SG Cottbus-Ost |
| 29. Juni 1947 | SG Forst-Mitte     | 2:0      | SG Neuruppin   |

### Finale
| Paarung        | SG Cottbus-Ost – SG Forst-Mitte |
| Ergebnis       | 3:2 (1:1) |
| Datum          | 13. Juli 1947 |
| Stadion        | Städtisches Stadion Sandow (heute: Stadion am Stadtring), Cottbus |
| Zuschauer      | 10.000 |
| Schiedsrichter | Egon Zacher (Berlin) |
| Tore           | 0:1 Tonke (27.) 1:1 Kohl (35.) 2:1 Popp (51.) 2:2 Wohlfahrt (58.) 3:2 Schöne (70., FE)                                                                                           |
| SG Cottbus-Ost | Günter Pöschk, Werner Wraßmann, Siegfried Schlodder, Erich Lüddecke, Gerhard Koal, Paul Miethke, Herbert Grabicke, Johannes Schöne, Günter Kohl, Siegfried Popp, Alfred Gröschke |
| SG Forst-Mitte | Gerhard Gollombowski, Günter Anton, Günter Zeschmann/Zischmann, Gerhard Poese, Max Geppert, Otto Pauer, Heinz Ernst, Karl-Heinz Wohlfahrt, Werner Tonke, Hans Jähnig, Ottlinger  |
| Platzverweise  | Schlodder (55.) – Tonke (55.) |